# Elin Hartelius
Elin Hartelius, född 1982, är en svensk långdistanslöpare. Hon vann SM-guld i 24-timmarslöpning år 2021.